# D23/24次列车
D23/24次列车是中国铁路运行于湖北省省会武汉市汉口站至广东省深圳市深圳站之间的动车组列车，自2024年1月10日起按現車次开行，由武汉局集团武汉客运段直达车队负责客运任务，曾经是武汉地区在高速列车未开通前，首趟开往华南地区的直达特快列车。列车使用复兴号CR200J型动车组，沿京广铁路、广石铁路和广深铁路运行，行程1220公里，途经湖北、湖南及广东三省。其中汉口站至深圳站运行12小时31分，使用车次为D23次；深圳站至汉口站运行12小时48分，使用车次为D24次。其前身Z23/24次自2009年5月6日开行以来，因其普通的价格、直达列车的享受、高性价比而成为武汉至广深线上的明星车，受到旅客欢迎。

## 历史
2009年5月6日，武汉铁路局增开了武昌至深圳的Z23/24次直达旅客列车，经京广铁路、广深铁路运行，自此结束广东地区没有直达特快列车的历史，亦比其他来往湖北与珠三角地区的列车缩短了行车时间，方便旅客出行。
2012年7月1日，配合汉宜铁路建成通车，Z23/24次列车延长至宜昌东站终到始发，车次改为Z22/23、Z24/21次，成为首趟鄂西去往深圳的直通旅客列车。
2013年12月28日，Z22/23、Z24/21次列车改回武昌站始发终到，车次再度恢复为Z23/24次。
2020年1月30日起，受到武汉封城影响，该车次暂停运行至8月1日。
2022年8月9日，因广州铁路枢纽广州白云站施工，Z23/24次列车于广州北至石滩区间由原京广线、广深线改经广石铁路运行。其中Z23次增加广州北站办客；Z24次取消广州东站办客，增加广州北站办客。
2024年1月10日，Z23/24次列车正式升级为CR200J型动车组列车，车次改为D23/24次，同时列车改为汉口站始发终到，并取消广州北站停靠。

## 列车编组

### 现行编组
D23/24次列车目前使用配属武汉局集团汉口客车整备所的CR200J1-C型动车组，列车采用动力集中式技术，共有2节动力车和16节车厢，最高运营速度可达160km/h。列车设有二等卧车（WE）10辆、二等座车（ZE）2辆、二等座车／餐车（ZEC）1辆、一等卧车（WY）3辆。
| 车厢编号 | M1     | 1           | 2-8         | 9                   | 10-12       | 13-15       | 16          | M2     |
| 车型     | 动力车 | ZE 二等座车 | WE 二等卧车 | ZEC 二等座车 / 餐车 | WY 一等卧车 | WE 二等卧车 | ZE 二等座车 | 动力车 |

### 歷史編組

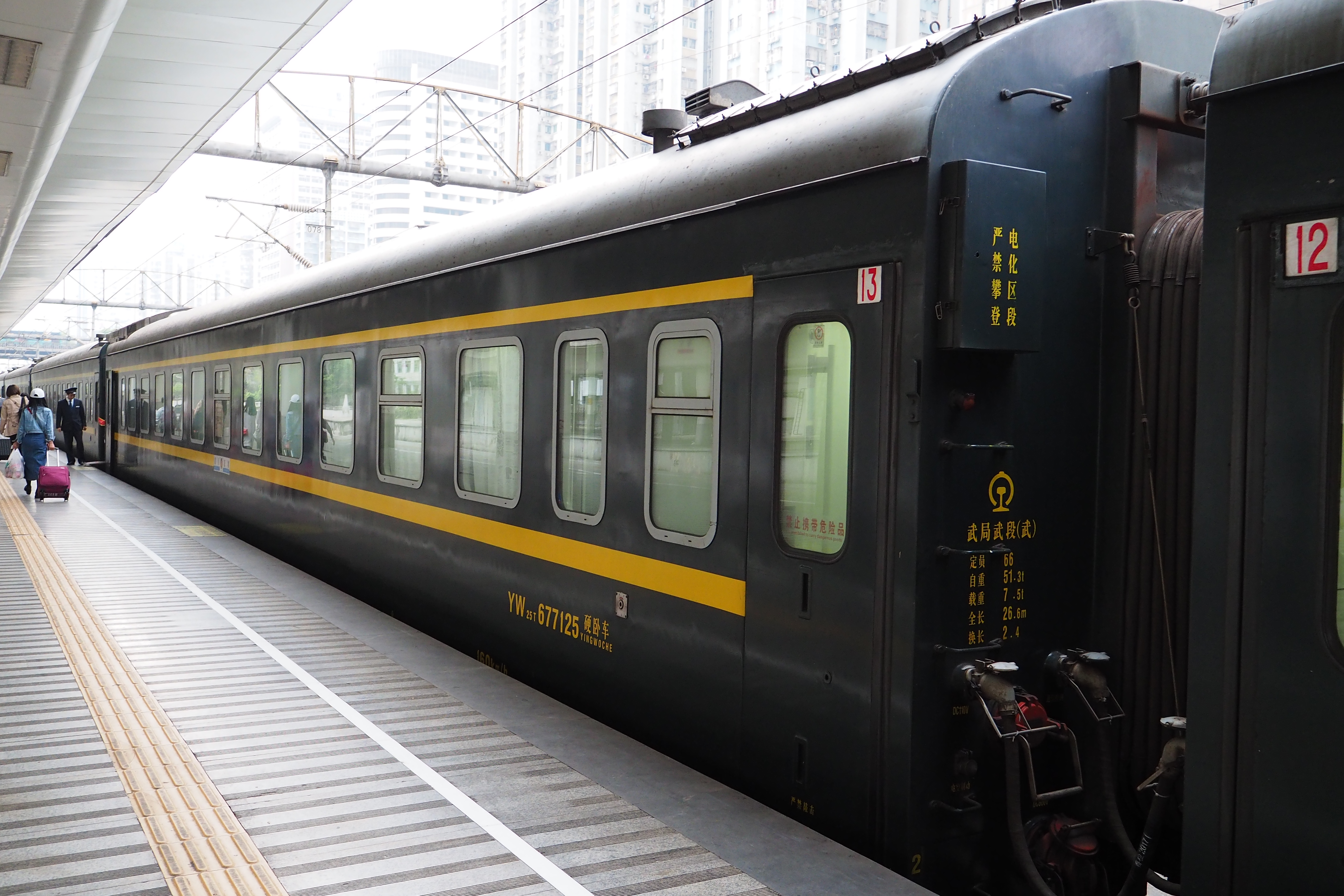
Z24次列車正在深圳站上客中

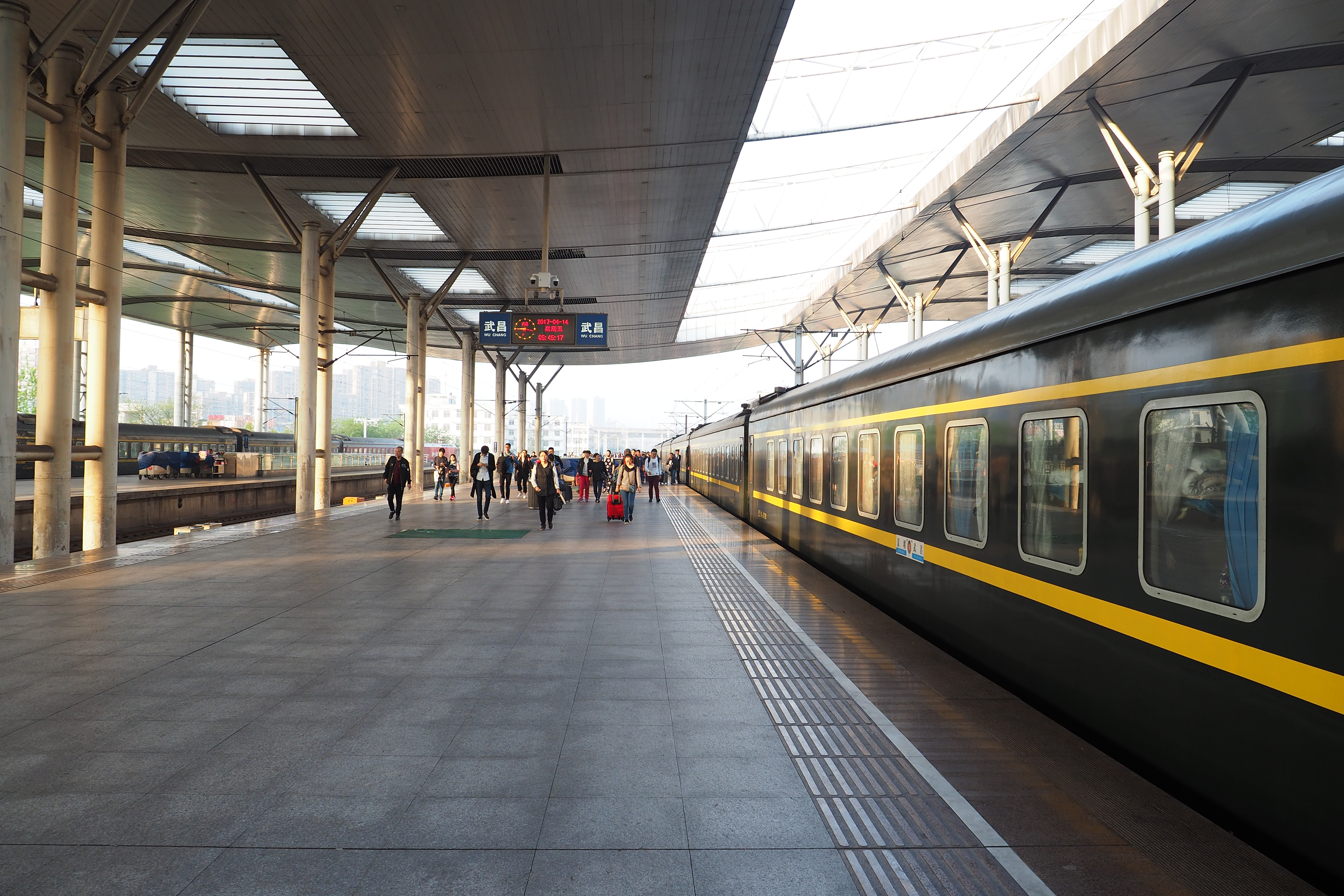
Z24次列車終到武昌站

Z23/24次列车是深圳首次开行直达特快列车，使用中国铁路25T型客车，自开行之日起采取18节列车编组，为全列卧铺列车，分为硬卧、软卧和高级软卧三种不同的档次（现已取消高级软卧）。硬卧车票与特快列车相同。列车曾在2010年11月16日起使用25K型客车车体执行，限速140km/h，编组调整为硬卧车8辆、硬座车6辆、软卧车、餐车、行李车和空调发电车各1辆，共计18辆，成为全路第一趟也是唯一使用25K型客车的直达特快列车车次。
2011年2月7日起，列车恢复使用25T型DC600V机供集便车体，限速160km/h。
2016年中起，列车取消高级软卧，车厢分布更改硬卧车为12辆、软卧车4辆及餐车1辆，并会随客量增加2卡硬卧（加1，加2），列車雙向在长沙站作技术停车，但不辦理客運業務。
| 车厢编号 | 1-12         | 13         | 14-17        |
| 车型     | YW25T 硬卧车 | CA25T 餐车 | RW25T 软卧车 |

## 歷史机车交路
Z23/24次列车行驶全程为电气化铁路，列车自开行起由武汉铁路局武昌南机务段韶山9G型电力机车牵引，实行单司机值乘，并由机车直接向客车供电，因此列车无须加挂空调发电车。2013年中起，全程机车交路改由广铁集团广州机务段/长沙机务段的SS8电力机车牵引，2016年中起改派广州机务段和谐1D型电力机车牵引，列车会在长沙站作技术停车。 
| 车站区段               | 武昌 ↔ 深圳                                                       |
| 本务机车 配属 司机更替 | 和谐1D型电力机车 广铁广段 长沙司机 Z23次长沙换挂，Z24次长沙换司机 |

## 时刻表

### 歷史时刻
| Z23次 | Z23次 | Z23次 | Z23次 | 停靠站 | Z24次 | Z24次 | Z24次 | Z24次 |
| 里程  | 天数  | 到点  | 开点  | 停靠站 | 到点  | 开点  | 天数  | 里程  |
| ----- | ----- | ----- | ----- | ------ | ----- | ----- | ----- | ----- |
| 0     | 当日  | —     | 19:17 | 武昌   | 06:30 | —     | 次日  | 1200  |
| 1042  | 次日  | 06:00 | 06:03 | 廣州北 | 19:34 | 19:39 | 当日  | 158   |
| 1200  | 次日  | 07:52 | —     | 深圳   | —     | 17:52 | 当日  | 0     |

| Z23次 | Z23次 | Z23次 | Z23次 | 停靠站 | Z24次 | Z24次 | Z24次 | Z24次 |
| 里程  | 天数  | 到点  | 开点  | 停靠站 | 到点  | 开点  | 天数  | 里程  |
| ----- | ----- | ----- | ----- | ------ | ----- | ----- | ----- | ----- |
| 0     | 当日  | —     | 19:19 | 武昌   | 06:30 | —     | 次日  | 1216  |
| —     | 次日  | ↓     | ↓     | 廣州東 | 19:22 | 19:30 | 当日  | 139   |
| 1216  | 次日  | 08:09 | —     | 深圳   | —     | 18:01 | 当日  | 0     |